# Dibujo de ensamble
 El dibujo de ensamble es una rama del dibujo técnico que consiste en trazar una figura geométrica varias veces, recortarla e ir pegando hasta que se obtengan 3 dimensiones (alto,ancho y largo), luego se arma o ensambla con otras piezas que tuvieron que llevar a cabo el mismo procedimiento para formar una construcción o cualquier objeto, puede ser, por ejemplo,la figura de un elefante, una casa, etc.
Las piezas de las que está hecha la figura construida pueden ser de cualquier material, pero por lo general siempre se usan cartón, cartoncillo, cartulina, papel batería, papel cascarón, entre otros materiales resistentes.
- Datos: Q5488433